# Венанций (консул 507 г.)
Вижте пояснителната страница за други личности с името Венанций.
Венанций Млади (на латински: Venantius iunior) e римски политик по времето на остготите в Италия през началото на 6 век.
Син е на Петър Марцелин Феликс Либерий, военачалник и patricius на остготския крал Теодорих Велики.
През 507 г. Венанций Млади е консул заедно с император Анастасий I в Източната Римска империя. Същата година е и comes domesticorum.